# لوید جونز
لوید جونز (انگلیسی: Lloyd Jones؛ زادهٔ ۷ اکتبر ۱۹۹۵) یک بازیکن فوتبال اهل بریتانیا است. وی هم‌اکنون بازیکن باشگاه لیورپول است که به صورت قرضی در پست دفاع در باشگاه بلکپول بازی می‌کند.